# Afrobeata
Afrobeata là một chi nhện trong họ Salticidae.